# Pareherwenemef
Pareherwenemef (egip. Re jest z jego lewym ramieniem) – syn faraona Ramzesa III i królowej Iset. Jak większość synów tego faraona, otrzymał imię po synu Ramzesa II i Nefertari, Pareherwenemefie, co było celowym zabiegiem ze strony jego ojca mającym na celu autoidentyfikację ze swoim legendarnym poprzednikiem. 
Pareherwenemef został ukazany w świątyni swojego ojca w Medinet Habu. Razem ze swoim bratem Keamwesetem jest nazywany Pierworodnym synem Króla. 
Jego grobowiec znajduje się w Dolinie Królowych i jest oznaczony jako QV43.